# Ron Atkinson
Ronald Ernest Atkinson (Liverpool, 1939. március 18. –) közismert nevén "Nagy Ron" korábbi angol labdarúgó, majd edző. Anglia egyik legismertebb labdarúgás szakértője.

## Játékos pályafutása
Eredetileg először az Aston Villa FC-hez írt alá 17 évesen, de soha nem lépett pályára a kezdő csapatban. A mai napig úgy emlegeti a Villa edzőjét Jimmy Hogant, mint aki a legnagyobb hatással volt rá.
Az Oxford United-ben az öccsével, Graham Atkinsonnal játszott együtt. Több mint 500-szor lépett pályára. Játékstílusával kiérdemelte "A Tank" becenevet.

## Edzői pályafutása
Sajátos, szókimondó megnyilatkozásai révén, több alkalommal is a közvélemény célpontjává vált.
2007. január 23-án, elfogadta korábbi klubja ajánlatát és a Kettering Town elnökeként tevékenykedett, de április 19-én lemondott.

## Sikerei
Manchester United
- FA Kupa győztes: 1983, 1985
- FA Charity Shield győztes: 1983

Sheffield Wednesday
- Ligakupa győztes: 1991

Aston Villa
- Ligakupa győztes: 1994